# Буда-Кашаљовски рејон
Буда-Кашаљовски рејон (блр. Буда-Кашалёўскі раён; рус. Буда-Кошелёвский район) административна је јединица другог нивоа у северозападном делу Гомељске области на крајњем истоку Републике Белорусије.
Административни центар рејона је град Буда Кашаљова.

## Географија
Буда-Кашаљовски рејон обухвата територију површине 1.594,50 км² и на 13. је месту по површини у Гомељској области. Граничи се са Рагачовским рејоном на северозападу, Чачерским на североистоку, Жлобинским на западу, Речичким и Гомељским на југу и Веткавским рејоном на истоку.
Од запада ка истоку протеже се дужином од 52 км, а од севера ка југу 61 км.
Рељефом рејона доминирају реке Дњепар (који је уједно и граница на истоку ка Веткавском рејону) и река Вуза (десна притока Сожа).
У централном делу рејона налази се Буда-Кашаљовски биолошки резерват површине 13.575 ha. Основан је 13. априла 1988. године.

## Историја
Рејон је основан 17. јула 1924. године.

## Демографија
Према резултатима пописа из 2009. на том подручју стално је било насељено 35.738 становника или у просеку 22,4 ст/км².
Основу популације чине Белоруси (94,5%), Руси (3,83%) и остали (1,67%).
У административном смислу рејон је подељен на подручје града Буда Кашаљова који је уједно и административни центар рејона и на варошицу Уваравичи, и на 15 сеоских општина. На целој територији рејона постоје укупно 244 насељена места.